# Robyn Ebbern
Robyn Ebbern (Brisbane, 2 luglio 1944) è un'ex tennista australiana.

## Biografia
Si fa notare già a livello giovanile, vince infatti tre titoli consecutivi nel singolare ragazze agli Australian Championships a partire dal 1961 a cui si aggiunge un successo sulla terra battuta del Roland Garros.
Tra le adulte giunse in finale al doppio del Roland Garros nel 1963 perdendo contro la coppia composta da Renee Schuurman Haygarth e Ann Haydon Jones in due set (7-5, 6-4), la sua compagna nell'occasione era la connazionale Margaret Smith Court. 
Nell'Australian Open vinse due volte, la prima nel 1962 dove insieme a Margaret Smith Court sconfisse la coppia formata da Darlene Hard e Mary Carter Reitano con un doppio 6-4, la seconda nel 1963 dove ebbe la meglio su Jan Lehane O'Neill e Lesley Turner Bowrey per 6-1, 6-3
Nei due anni successivi si ripresentò in finale senza conquistare il titolo, nel 1964 perse contro Judy Tegart Dalton e Lesley Turner Bowrey mentre nel 1965 contro Margaret Smith Court e Lesley Turner Bowrey.
Giunse in finale nel 1963 anche nel doppio al Wimbledon sempre in coppia con Margaret Smith Court, le due persero contro Maria Bueno e Darlene Hard. Nello stesso anno vinse anche un U.S. National Championships contro Darlene Hard e Maria Bueno per 4-6, 10-8, 6-3.

## Statistiche

### Finali nei tornei del Grande Slam

#### Doppio

##### Vittorie (3)
| Anno | Torneo                      | Compagna       | Avversarie in finale             | Punteggio      |
| 1962 | Australian Championships    | Margaret Smith | Darlene Hard Mary Carter Reitano | 6–4, 6–4       |
| 1963 | Australian Championships    | Margaret Smith | Jan Lehane Lesley Turner         | 6–1, 6–3       |
| 1963 | U.S. National Championships | Margaret Smith | Maria Bueno Darlene Hard         | 4–6, 10–8, 6–3 |

##### Finali perse (4)
| Anno | Torneo                    | Compagna            | Avversarie in finale             | Punteggio     |
| 1963 | Internazionali di Francia | Margaret Smith      | Renée Schuurman Ann Haydon-Jones | 7–5, 6–4      |
| 1963 | Torneo di Wimbledon       | Margaret Smith      | Maria Bueno Darlene Hard         | 8–6, 9–7      |
| 1964 | Australian Championships  | Margaret Smith      | Judy Tegart Lesley Turner        | 6–4, 6–4      |
| 1965 | Australian Championships  | Billie Jean Moffitt | Margaret Smith Lesley Turner     | 1–6, 6–2, 6–3 |

#### Doppio misto

##### Vittorie (1)
| Anno | Torneo                   | Compagno      | Avversari in finale          | Punteggio        |
| 1965 | Australian Championships | Owen Davidson | Margaret Smith John Newcombe | Titolo condiviso |

##### Finali perse (1)
| Anno | Torneo                   | Compagno    | Avversari in finale    | Punteggio |
| 1966 | Australian Championships | Bill Bowrey | Judy Tegart Tony Roche | 1–6, 3–6  |